# Gongylolepis
Gongylolepis là một chi thực vật có hoa trong họ Cúc (Asteraceae).

## Loài
Chi Gongylolepis gồm các loài: